# История Парамушира
Парамушир был присоединён к Российской империи в самом начале XVIII века.
В августе 1711 года отряд камчатских казаков под руководством Данилы Анциферова и Ивана Козыревского высадился на самом северном острове Шумшу, разбив здесь отряд местных айнов, а затем и на Парамушире, где местные жители, превосходившие казаков числом, отказались от подданства и не стали платить ясак.
Летом 1713 года отряд в составе пятидесяти пяти казаков и промышленников вновь отправился на Шумшу и Парамушир, в этот раз айны признали власть России, из их числа было взято два заложника.

## В составе Российской империи
К 1736 году местные айны приняли православие и вошли в российское подданство путём уплаты ясака камчатским сотникам..
В 1760-х посланник камчатской администрации сотник Иван Чёрный заложил традицию порядкового исчисления островов и кучно расположенных субархипелагов Курильской гряды от Камчатки до Японии. Поэтому во времена гидрографических описаний конца XVIII — начала XIX века остров также имел номерное обозначение в составе Курильской гряды — Второй.
Остров описан под названием Поромусир или Поромушир у Г.И. Шелихова в его «Путешествии г. Шелехова с 1783 по 1790 год из Охотска по Восточному Океану к Американским берегам...»:

Поромусир или Поромушир.  Вторый остров от перьвого, отделяется проливом около двух верст, где во время нужды можно иметь отстой одному судну, однако не без опасности; ибо дно в проливе состоит из каменистых гор. Ежели по несчастию судно на якоре неудержится, то бывает подвержено крайней опасности, потому что берега там крутые и каменистые, а по узкости пролива отбежать от них не возможно. Пример несчастного приключения в сем проливе случился в 1741 году, когда погибло там морское казенное судно. Остров сей простирается от Северовостока в Южнозападную сторону; величиною вдвое больше перьвого, горист, речками и озерами весьма изобилен: лесу на нем нет ни какого, кроме сланца и ельника, которой жители на дрова употребляют, а на строение юрт сбирают выкидываемые из моря разных родов деревья, в коих бывают и канфорного дерева не малые куски. Растет на острову сладкая трава, Крапива, Кислица, Шаламайник, Чакича, Лютик, которого корень замаривают, и столча мажут стрелы для отравы зверей. На острову водятся красные Лисицы, Волки и множество мышей разных родов. Ясяшных на семь острове 76 человек.

Российская опись 1831 года учла на острове лишь 15 постоянных жителей, хотя тогда в это число часто включали лишь взрослых мужчин. По-видимому столь небольшое население было связано с бушевавшей здесь эпидемией оспы, от которой умерли многие аборигены.
Симодский трактат 1855 года признал права Российской империи на остров. Однако в 1875 году Парамушир, как и все находившиеся под российской властью Курилы, был передан Японии в обмен на признание российских прав на Сахалин.

## В составе Японии
Согласно административно-территориальному делению Японии остров стал относиться к уезду (гуну) Шумшу (Сюмусю в японском произношении), который охватывал не только сам Шумшу, но и все близлежащие Курильские острова до Шиашкотана и Мусира на юге включительно. Уезд в свою очередь входил с 1876 по 1882 год в состав провинции Тисима под управлением Комиссии по колонизации Хоккайдо; с 1882 до 1886 года — в состав префектуры Нэмуро, после — префектуры Хоккайдо.
Правительство Мэйдзи не хотело, чтобы обрусевшие айны жили в непосредственной близости от северной границы империи. В 1884 году айны Парамушира были переселены японскими властями на Шикотан.
В 1898 году на месте крупнейшей деревни айнов японцами был основан город Касивабара, превратившийся в главный порт и рыболовецкую базу острова.
В годы Второй мировой войны остров был милитаризирован. В Касивабаре разместилась 91-я пехотная дивизия Императорской армии Японии и по всему острову были оборудованы её многочисленные артиллерийские позиции и ДОТы. Кроме того, были построены четыре аэродрома в разных частях острова.
Аэродром Китанодаи (Китанодай) был частью укрепрайона «Касивабара» на северо-восточном конце острова (ВПП 1,2 км); аэродром Какумабецу располагался на юго-западном конце острова (с ВПП длиной 1,2 км); вспомогательная база «Сурибачи» (не путать с одноимённой горой на острове Иводзима) с аэродромом с двойной ВПП, военно-морским укреплённым районом — на юго-восточном побережье Парамушира. Кроме того, в Сурибачи работал йодный завод.
Императорский флот Японии возвёл на южной оконечности острова (мыс Курабу, ныне Васильева) военно-морскую базу «Мусаси», включавшую аэродром Мусаси (Курабу) с двумя ВПП по 1,2 км, а также РЛС.
С 1943 года до самого конца войны все военные объекты острова стали целями ударов американских ВМС и ВВС, базирующихся на Алеутских островах.
18 августа 1945 года в ходе Курильской десантной операции на острове высадились советские войска (Петропавловской военно-морской базы и Камчатского оборонительного района) и уже 23 августа японские войска сдались. 8000 японских солдат и офицеров было взято в плен.

## В составе СССР/РСФСР — России
В 1945 году по итогам Второй мировой войны перешел под юрисдикцию СССР.
2 февраля 1946 года включён в состав Южно-Сахалинской области.
В 1946 году город Касивабара на Парамушире получил русское название — Северо-Курильск. Бывший аэродром Китанодаи — к северу от современного Северо-Курильска. На базе инфраструктуры Сурибачи возник посёлок Океанский (ныне бухта Колокольцева и мыс Океанский). На базе Мусаси — Шкилёво (ныне мыс Васильева, окрестности озера Зеркального). Какумабецу получило название Шелехово (в начале XXI века — урочище Шелехово близ устья реки Шелеховка).
5 ноября 1952 года населённые пункты острова были фактически уничтожены крупнейшим стихийным бедствием (цунами в Северо-Курильске 1952 года). Многие из ныне заброшенных населённых пунктов, например, посёлок Океанский, обезлюдели именно после этого разрушительного цунами. В память о трагедии, которая по разным оценкам унесла от 4000 до 18000 человек,  на главной площади Северо-Курильска установлен мемориал .
Большое количество жертв объясняется тем, что новое население острова из граждан СССР, заменившее репатриированных японцев, по большей части не знало, как вести себя под угрозой цунами. Кроме того, даже японцы, основывая населённые пункты на океанских сторонах Курильских островов в конце XIX века, ещё не знали о Курило-Камчатском жёлобе как месте сосредоточения подземных толчков, окаймляющем Курильские острова с океанской стороны. Именно после цунами 1952 года в СССР начала создаваться Система предупреждения о цунами, и 1955 год считается годом её рождения.
В 1950-х годах главный город острова — Северо-Курильск — был отстроен на новом, более высоком, месте.
Согласно исследованиям советских учёных конца XX века, побережье Второго Курильского пролива, где проживало практически всё население островного района (поселки Северо-Курильск, Байково, Козыревский), относится к районам с очень высокой степенью опасности цунами. Гораздо менее опасны практически безлюдные участки Охотоморского побережья острова Парамушир, где ранее также имелись населенные пункты.
С 1991 года находится в составе России, как страны-правопреемницы СССР. К концу 20 века единственным населённым пунктом острова остался Северо-Курильск.
В 2003 году во время перелёта с Камчатки на Парамушир разбился вертолёт с губернатором Сахалинской области Игорем Фархутдиновым (в то время остров не имел собственного аэропорта).
В 2022 году начались работы по восстановлению населённого пункта Шелехово в рамках проекта создания на Курильских островах туристического кластера «Архипелаг Онекотан». По другим данным, осуществление проекта начнётся с 2024 года.
Для улучшения связи островного района с областной столицей сахалинские власти прорабатывают вопрос дальнейшего удлинения взлётно-посадочной полосы на 700 и более метров для приёма самолетов вместимостью более 30 человек.